# 中国法院网
中国法院网，正式名称中国法院国际互联网站，办公地址为北京市东城区东花市北里西区22号，是经中华人民共和国最高人民法院批准成立，经国务院新闻办公室批准从事登载新闻业务的综合性新闻网站，并经国家广电总局批准自办视频播放业务。中国法院网是世界上最大的法律网站、法律新闻网站。

## 简介
中国法院网由中华人民共和国最高人民法院主管，人民法院报社（后改为人民法院新闻传媒总社）主办。 中国法院网在中共最高人民法院党组领导下，依托人民法院新闻传媒总社开展工作。
2002年2月，中国法院网开始试运行。2002年3月14日，推出测试版（一）。2002年3月，山东省青岛市市北区人民法院，中华人民共和国青岛海事法院，西藏自治区高级人民法院成为中国法院网第一批地方频道。2002年4月18日，推出测试版（二）。2002年6月26日，最高人民法院院长办公会议确定由人民法院报社负责最高人民法院政府网站的技术管理和维护，并主办中国法院网。2002年7月12日，王运声召集会议，听取了中国法院网工作汇报，确定中国法院网正式版运行，并确定了开通日期。2002年8月16日，在北京人民大会堂举行中国法院网开通仪式，最高人民法院院长肖扬致电祝贺，最高人民法院党组副书记、常务副院长祝铭山，副院长刘家琛、曹建明，政治部主任苏泽林参加仪式。2002年11月11日，中国法院网接管最高人民法院政府网站技术管理和维护工作。2002年12月，决定中国法院网与人民法院报电子版域名合并。2002年12月19日，中国法院网法治论坛开通。
中国法院网首开网上征集司法解释意见的先河，承担了司法解释和规范性文件的征求意见工作。2003年起，中国法院网开始直播，其中有嘉宾访谈直播，还有庭审直播，包括最高人民法院首次进行的网上庭审直播。2008年8月，中国法院网的全国人大立法及新法规速递专题获中国人大新闻奖。
2007年1月1日，由中国法院网自主研发的全国法院执行案件信息管理系统在全国正式运行。运行仅一个月，该系统便已收集全国各级法院新收执行案件30万件。
2009年4月14日，按照最高人民法院“阳光审判”的要求，中国法院网为各地法院开通了专用电子信箱。2009年5月4日，最高人民法院通过中国法院网开通了民意沟通电子邮箱。
2012年3月1日，全新改版的中国法院网正式上线。2014年8月19日，“中国法院网APP”安卓版正式上线。2014年9月9日，中国法院网新版正式上线。
中国法院网还开办有：
- 中国法院网络电视台：2009年9月30日，经国家广电总局批准，中国法院视频台开通[4]。2014年10月17日，中国法院视频网正式更名为中国法院网络电视台，并改版上线[6]。
- 中国庭审公开网